# Yassine
Yassine, auch Yassin (arabisch يس yāsīn) ist ein arabischer männlicher Vorname, der auch als Familienname vorkommt.
Es handelt sich dabei um eine alternative Transkription des Namens Yasin.

## Namensträger

### Vorname
- Yassin Adnan (* 1970), marokkanischer Journalist und Autor
- Yassin Ayoub (* 1994), marokkanisch-niederländischer Fußballspieler
- Yassin Bouih (* 1996), italienischer Leichtathlet
- Yassine Chikhaoui (* 1986), tunesischer Fußballspieler
- Yassin Ibrahim (* 2000), deutsch-sudanesischer Fußballspieler
- Yassin Idbihi (* 1983), deutscher Basketballspieler
- Yassin Mikari (* 1983), schweizerisch-tunesischer Fußballspieler
- Yassin Musharbash (* 1975), deutscher Journalist und Schriftsteller
- Yassin al-Haj Saleh (* 1961), syrischer Schriftsteller und Dissident
- Yassin Taibi (* 1985), deutscher Rapper

### Familienname

#### Form "Yassine"
- Abdessalam Yassine (1928–2012), marokkanischer Islam-Gelehrter
- Anas Yusuf Yassin (1934–1974), saudischer Diplomat
- Mahmoud Yassine (1941–2020), ägyptischer Schauspieler
- Mazen al-Yassin (* 1996), saudischer Sprinter
- Nadia Yassine (* 1958), marokkanische islamische Autorin
- Nasser Yassine (* ≈1970), libanesischer Hochschullehrer und Politiker

#### Form "Yassin"
- Mzamiru Yassin (* 1996), tansanischer Fußballspieler